# اگنش اوستویکان
اگنس اوستولیکان (انگلیسی: Ágnes Osztolykán؛ زادهٔ ۱۹۷۴) سیاست‌مدار اهل مجارستان است.
وی همچنین برندهٔ جوایزی همچون جایزه بین‌المللی زنان شجاع شده‌است.